# Јован Критски
Свети Јован Критски је православни светитељ са Крита.
Рођен је у месту Сфакија на острву Криту Одатле се Јован преселио у Нови Ефес (Мала Азија). Као млад био је невино оптужен за убиство турчина и због тога бачен у тамницу. Тамо су га мучили и изгладњивали, нудећи му да одбаци хришћанство и пређе у ислам у замену за живот и слободу. На све турске претње и обећања свети Јован им је одговорио: "Хришћанин сам се родио, хришћанин хоћу и да умрем; Јован ми је име, и нећу да мењам ни веру своју ни име своје".
Пошто Турци и поред свега нису услели у својим намерама, осудили су га на смрт вешањем. Док су га водили на вешање топло се молио Пресветој Богоматери, непрестано понављајући: "Пресвета Богородице, помози ми!" 
Мученички је пострадао 15. септембра 1811. године на пољани код Новог Ефеса. Након три дана хришћани Новог Ефеса су скинули његово свето тело и сахранили га у порти цркве Светог великомученика Георгија у Новом Ефесу.
Православна црква прославља светог Јована 15.(28.) септембра. 